# 26G busz (Székesfehérvár)
A székesfehérvári 26G jelzésű autóbusz az Autóbusz-állomás és a Videoton között közlekedik munkanapokon, a gyári műszakváltások idején. A viszonylatot a Volánbusz üzemelteti.

## Útvonala
| Videoton felé | Autóbusz-állomás felé |
| --- | --- |
| Autóbusz-állomás vá. – Piac tér – Palotai út – Schwäbisch Gmünd utca – Mátyás király körút – Szekfű Gyula utca – Berényi út – Berényi út – Videoton vá. | Videoton vá. – Berényi út – Berényi út – Szekfű Gyula utca – Mátyás király körút – Schwäbisch Gmünd utca – Palotai út – Piac tér – Autóbusz-állomás vá. |

## Megállóhelyei
| 0  | Autóbusz-állomás végállomás         | 13 | 10, 11, 11A, 12, 12A, 12Y, 13, 13A, 13G, 13Y, 14, 14G, 15, 15Y, 26, 26A, 27, 36, 37, 38, 40, 41, 42, 43, 44 707, 718, 747, 748, 749, 750, 751, 757, 758, 759, 8000, 8001, 8002, 8010, 8011, 8013, 8030, 8032, 8033, 8035, 8037, 8039, 8040, 8046, 8047, 8048, 8049, 8050, 8055, 8060, 8062, 8065, 8066, 8067, 8068, 8069, 8070, 8078, 8080, 8086, 8090, 8092, 8093, 8095, 8096, 8097, 8098, 8099 1172, 1173, 1174, 1204, 1205, 1215, 1229, 1507, 1510, 1512, 1529, 1563, 1706, 1707, 1734, 1758, 1803, 1808, 1809, 1822, 1823, 1824, 1826, 1840, 1841, 1842, 1843, 1844, 1845, 1853 |
| 2  | György Oszkár tér                   | 11 | 10, 11, 12, 13, 14, 17, 26, 26A, 27, 36, 37, 38 |
| 4  | Ybl Miklós lakótelep                | 9  | 16, 17, 26, 26A, 27, 30, 38 |
| 6  | II. Rákóczi Ferenc Általános Iskola | 7  | 26, 26A, 27, 38 718, 8010, 8011, 8013 |
| 8  | Királykút lakónegyed                | 5  | 26, 26A, 27, 32, 38 |
| 9  | Vértanú utca                        | 4  | 26, 26A, 27, 32, 38 718, 8010 |
| 10 | Álmos vezér utca                    | 3  | 26, 26A, 27, 32, 38 |
| 12 | Cento utca                          | 1  | 23, 26, 26A, 32, M26 |
| 13 | Videoton végállomás                 | 0  | 23, 23E, 26, 26A, 31, 31E, 32, M26 718, 8010, 8011, 8013, 8030, 8035 |